# Elizabeth Tsurkov
Elizabeth Tsurkov est une chercheuse russo-israélienne, spécialiste du Moyen-Orient, et particulièrement de la Syrie, doctorante à l'Université de Princeton et militante des droits humains.
Elle a travaillé pour des ONGs de défense des droits humains pendant une dizaine d'années avant de se consacrer à la recherche. Elizabeth Tsurkov est membre du Forum for Regional Thinking, un think tank Palestinien-Israélien, et critique ouvertement la politique du gouvernement israélien,.

## Enlèvement
En 2023, elle se rend en Irak pour y effectuer des recherches universitaires. Le 21 mars, elle est enlevée à Bagdad, et serait détenue depuis par le groupe Kataeb Hezbollah, une milice irakienne soutenue par l'Iran,, milice qui nie toute implication dans l'affaire. Son enlèvement est gardé secret pendant plusieurs mois, avant d'être confirmé officiellement début juillet par Israël.  
La nationalité israélienne de la chercheuse, et l'hostilité réciproque de ce pays avec l'Iran, rendent sa situation d'otage complexe.  
Selon New Lines Institute for Strategy and Policy, un groupe de réflexion sur la politique étrangère opérant à partir de Washington DC, les critiques d'Elizabeth Tsurkov à l'encontre des trois principaux acteurs qui pourraient œuvrer à sa libération (les gouvernements d'Israël, d'Iran et de Russie), risquent de compliquer ses chances de libération,. D'autant que divers mensonges sur la chercheuse ont circulé en ligne après l'annonce de sa disparition, augmentant, selon ses collègues et amis, les risques qu'elle ne soit tuée. 
L'Irak a officiellement annoncé ouvrir une enquête sur la disparition de la chercheuse. Diverses sources affirment qu'Elizabeth Tsurkov aurait été enlevée à la demande de l'Iran, afin de mettre la pression à Israël pour relancer des négociations concernant la libération de Youssef Shahabzi Abbasalilo, enlevé plus tôt en Iran et détenu par Israël, qui le considère comme un membre présumé du Corps des gardiens de la révolution islamique. Selon Israël, le kidnapping de la chercheuse aurait été réalisé dans le but de faire pression sur Israël pour obtenir un échange de prisonniers. 
Un an après sa disparition, la famille d'Elizabeth Tsurkov continue de médiatiser l'affaire pour tenter d'obtenir des informations et d’œuvrer à sa libération. Sa sœur accuse le premier ministre irakien, Mohammed Chia al-Soudani, d'être en mesure d'assurer la sécurité ou d'obtenir la libération de la chercheuse, mais de ne pas faire le nécessaire. Des élus font également pression sur leur gouvernement pour demander d'agir en faveur de la libération de l'otage. 